# Exèrcit reialista
Exèrcit reialista o reialistes són termes usats per a referir-se a les forces armades, formades principalment per espanyols europeus i americans, i usades per a la defensa de la Monarquia Espanyola davant la revolució independentista hispanoamericana al primer terç del segle xix.
Els diccionaris de la Reial Acadèmia els defineixen des del 1803 com a regiarum patrium sectatos el que a les guerres civils segueix el partit dels reis. El 1822 es va afegir potestatis regia defensor, que defensa regalies i drets dels reis. El 1832 es va suprimir guerra civil i l'any 1869 es va afegir als partidaris de la monarquia absoluta.
L'ús del terme reialistes pot estendre's a la població no-bel·ligerant o al partit reialista. A Espanya també es va anomenar reialistes als defensors de la monarquia absoluta, anomenats generalment Carlistes.

## Situació de la monarquia espanyola

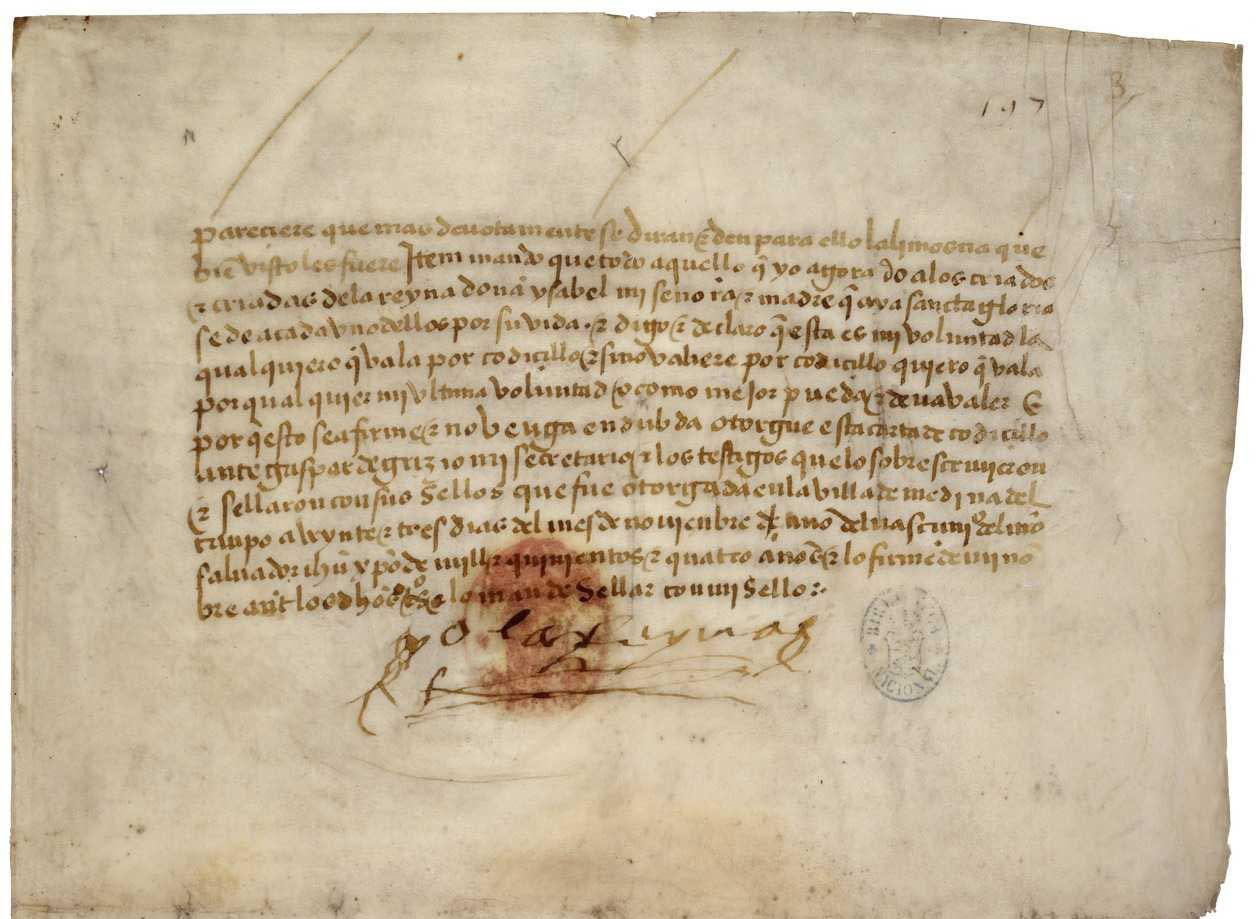
Testament d'Isabel la Catòlica.

La monarquia espanyola i els seus defensors es van veure afectats per la revolució liberal, a través de dos processos paral·lels i simultanis, el constituent espanyol i la independència hispanoamericana, i ambdós processos van donar origen als nous estats nacionals que van assenyalar la fi de l'absolutisme a tot el món hispànic.
El sentit patrimonial de la reunió de diferents regnes (en plural) d'Europa i Ultramar en una mateixa corona sota una monarquia absolutista i que pretenia mantenir-se en aparença sota un estat liberal titella a l'Estatut de Baiona del 1808 amb el nom de Regnes de les Espanyes i les Índies, va desaparèixer amb l'establiment de l'estat nacional espanyol que es va anomenar regne (en singular) per les Corts de Cadis el 1810, amb un retrocés transitori durant la restauració absolutista que va suprimir la Constitució de Cadis.
La Junta Suprema Central havia sigut desobeïda per les juntes formades des del 1801 a Espanya i Amèrica, però davant els avenços de Napoleó el 1810, va acabar refugiada a Cadis i es va dissoldre, donant pas a la formació de la Regència d'Espanya i les Índies i la formació de les Corts de Cadis el 1810. La legitimitat de la Regència ja no va ser reconeguda per les juntes americanes, i viceversa, les juntes tractades d'insurgents. Les corts van procedir a l'abolició dels antics regnes, i pretenien tenir la sobirania de la península i dels territoris americans, i nomenava des de Cadis, ciutat assetjada per Napoleó, diputats suplents per a Amèrica. En sentit contrari les juntes americanes rebutjaven la sobirania de l'Espanya Europea i l'obediència davant de qualsevol govern espanyol o francès, i fomentaven el seu propi autogovern sobre la base de la retroversió de la sobirania i les lleis tradicionals de las Siete Partidas, justificant-les en la renúncia del rei a Baiona el 1808. La radicalització de postures va provocar un conflicte militar que va derivar en les declaracions d'independència i el triomf en el si del juntisme americà de les idees republicanes arribades de les revolucions franceses i estatunidenques.

### Efectes de la revolució hispanoamericana a la monarquia

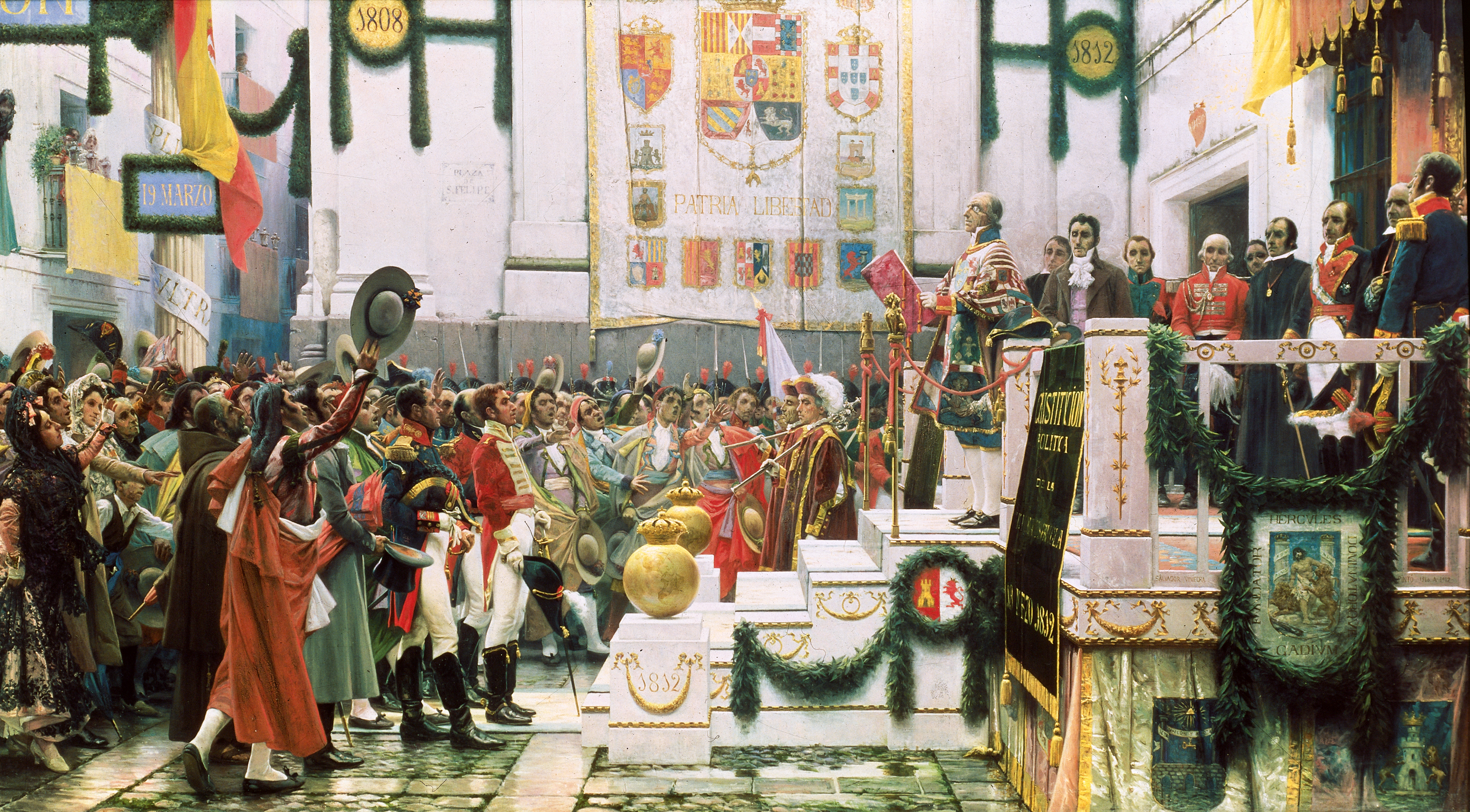
Constitució de Cadis, La promulgació de la Constitució del 1812 obra de Salvador Viniegra (Museu de les Corts de Cadis).

Inicialment, quasi totes les juntes americanes van proclamar la seva lleialtat a la dinastia borbònica de Ferran VII, presoner de Napoleó, però sota els projectes de monarquies americanes independents, com la portada a la pràctica al Primer Imperi Mexicà. També hi va haver propostes de monarquies sota altres dinasties en el cas del Perú, o d'una monarquia incaica com a Argentina. En totes elles es va tractar en tot cas de formes monàrquiques que a més de liberals tampoc renunciaven a la independència, que era, de fet, l'eix del conflicte. També hi van haver projectes americans no concretats per donar suport al règim monàrquic liberal establert a Espanya, amb l'objectiu d'aturar el projecte monàrquic absolutista de les potències de la Santa Aliança. En tots els casos, mantenint la independència de les noves nacions hispanoamericanes.
Des de l'any 1808, geogràficament per la seva enorme amplitud, les campanyes terrestres van tenir per escenari les zones continentals dels dominis americans de la monarquia, inclosa la Florida Espanyola, i les illes pròximes del continent, com l'Illa Margarita o l'Illa Gran de Chiloé. En la logística i combats navals es van veure involucrades les illes de Cuba, Puerto Rico, les illes Canàries i ports de la península Ibèrica. No es van veure afectades la Louisiana, cedida als Estats Units, ni les Filipines.
Políticament, el conflicte va tenir al seu torn, un marcat caràcter civil i internacional, però sempre local sense intervenció directa d'altres potències europees. La intervenció oficial de les potències europees es va limitar a la defensa d'Espanya contra la invasió de Napoleó i la Restauració a Espanya de Ferran VII al tron absolut, mantenint respecte als dominis americans de la monarquia una neutralitat al conflicte, tot i que permissiva amb les empreses privades de contractació de contingents americans, o voluntaris per als exèrcits independents, o de corsaris per part d'ambdós bàndols.
Socialment, ambdues posicions enfrontades, la reialista i la patriota, van tenir una transcendència incerta per als súbdits de la monarquia. A Espanya es va usar el reclutament indiscriminat per a les expedicions, en general forçós per lleva o quinta (sorteig). Per a la mobilització americana es va apel·lar a la fidelitat de comunitats natives americanes enfrontades als estats naixents, a les millores socials o promeses d'elles per part d'uns i altres, als indígenes i a les diverses castes colonials mestisses, com mulats (bruns), txols, etz, i fins i tot la lleva d'esclaus africans. Els criolls d'origen europeu van donar el seu suport a la causa reialista, o independentista, depenent de la posició comercial de cada regió, i que podia estar circumscrita a ciutats poblades o intendències, o incloure globalment un virregnat. L'església estava dividida; El baix clergat era el motor d'una verdadera revolució social en el primer moviment insurgent de Mèxic, mentre que la majoria dels bisbes van romandre més partidaris del rei que dels nous governs a causa del patronat en cap del Rei d'Espanya.
El Virregnat del Perú va ser decisiu per al desenvolupament de la guerra. En lloc de col·lapsar com els seus homòlegs del Riu de la Plata o neogranadins, es va convertir en el nucli principal de les forces reialistes a Amèrica del Sud, permetent que sobre el 1815-1816 la majoria de les províncies limítrofes a aquest virregnat tornessin al poder monàrquic.
El govern del virrei José Fernando de Abascal va derrotar amb forces autòctones a tots els moviments revolucionaris al Perú. Un conflicte similar al que va passar a altres regions dins i fora de la influència de l'esfera peruana Coro, Maracaibo, Cumaná, planura de la conca de l'Orinoco, Santa Marta (amb l'auxili dels wayús), Panamà, Popayán, Pasto, Riohacha, Cuenca, Riobamba, Guayaquil, Montevideo, els enclavaments semiautònoms de Chiloé i Valdivia, Talcahuano, Concepción, Chillán i els butalmapus maputxes. També es van sostenir sòlidament els governs de Nova Espanya, Cuba, Puerto Rico i Cadis.
Les primeres etapes del conflicte van ser guerres entre ciutats que es van convertir en focus revolucionaris que pretenien estendre les seves idees pel continent, i els nuclis lleials a les autoritats nomenades des de Cadis i que pretenien impedir aquesta expansió i suprimir aquests focus rebels. Les poques guarnicions i l'escassa arribada de reforços peninsulars va significar que els anys inicials de guerra fossin lliurats principalment entre milícies lleials primer a la seva ciutat natal, mal armades i indisciplinades; la posterior arribada de contingents europeus i armament angloamericà va reforçar l'organització dels exèrcits nacionals.

### Liberals i absolutistes

Revolta de l'exèrcit d'ultramar a la Revolució del 1820

A Espanya, la monarquia espanyola que governava a través d'un règim absolutista va ser abatuda el 1808 per Napoleó, i des del 1812 controlada pels espanyols partidaris d'establir una Monarquia Constitucional. La defensa de la monarquia espanyola a Amèrica havia quedat quasi als seus propis medis locals, amb auxilis esporàdics d'Europa, fins que Ferran VII i els partidaris de l'absolutisme, després de recuperar el govern el 1815, van dur a terme accions d'una important volada, però aïllades, com la primera expedició d'ultramar d'uns deu mil espanyols que sota el comandament de Pablo Morillo tenien com a objectiu reprimir la insurrecció hispanoamericana i allunyar el perill dels mateixos militars liberals d'Espanya.
No obstant això, el 1820 una segona expedició d'ultramar d'uns vint-mil espanyols que havia estat organitzada a Cadis per l'antic virrei de Nova Espanya, Félix María Calleja del Rey, mai va arribar a partir perquè es va revoltar contra el mateix Ferran VII en favor del Trienni Liberal. Seguidament, el govern del Trienni Liberal va suprimir qualsevol auxili als reialistes, va paralitzar les operacions militars de forma unilateral i va enviar negociadors als independentistes americans sense cap resultat, convertint-se de facto en una renúncia als territoris d'ultramar al conflicte. L'any 1820 va marcar el declivi dels reialistes.

## L'exèrcit reialista
L'exèrcit reialista no era l'exèrcit colonial de l'Imperi Espanyol; No va tenir la mateixa missió ni l'organització que tenia l'exèrcit colonial durant l'època colonial, que anava dirigida a la defensa davant de potències enemigues de l'exterior. no obstant això, l'exèrcit colonial tenia un fort caràcter domèstic, americà, i estava format per tropes locals de la ciutat en més d'un vuitanta per cent, i per oficials establerts al país, compromesos amb l'elit del lloc.
L'exèrcit borbònic va desaparèixer a Espanya l'any 1808, construint-se durant la guerra peninsular una força totalment nova per enfrontar-se a Napoleó a Espanya i servir a ultramar. En començar la revolució hispanoamericana, l'exèrcit colonial espanyol es va desintegrar i grans sectors del mateix es van integrar als exèrcits independentistes que depenien de les juntes de govern americanes. Els batallons colonials es van comportar en funció del suport de les elits locals a favor d'una junta o del virrei.
L'exèrcit reialista a Amèrica va ser una organització improvisada, sorgida de la reacció dels defensors de la monarquia espanyola, que només reconeixien l'autoritat del rei espanyol a través dels virreis i les autoritats instal·lades a Espanya, i va tenir la finalitat d'intentar aturar el procés independentista de les colònies americanes. La major part de les agrupacions militars reialistes va ser llavors de nova creació i es van formar per unitats americanes majoritàriament noves, per unitats reciclades del desarticulat exèrcit colonial americà que continuaven lleials i per unitats expedicionàries formades a Espanya, que al seu torn mantindrien la continuïtat únicament per substitucions d'americans.
L'any 1820 el nombre d'espanyols peninsulars combatent a Amèrica arribava als nou mil nou-cents cinquanta-quatre homes, i a partir del 1820 el govern espanyol no va enviar més expedicions des d'Europa per a reforçar a l'exèrcit reialista. Morillo a Costa Firme tenia dos mil europeus sota el seu comandament. El desembre del 1821 es van reembarcar des de Mèxic cap a la península Ibèrica a quatre-cents noranta-dos oficials i tres mil sis-cents noranta-nou sergents caps i soldats europeus que havien format part del desmembrat Exèrcit Reialista a Nova Espanya.
El virregnat del Perú el 1820 disposava d'una força de set mil homes de diferents països majoritàriament mobilitzats sobre l'Alt Perú. Sobre el desembre del 1824, punt culminant de les guerres de la independència a Amèrica del Sud, un delmat component europeu de tot just mil cinc-cents homes es repartia per tota l'extensió del virregnat, que comprenia els escenaris de Charcas, Chiloé i el Perú.

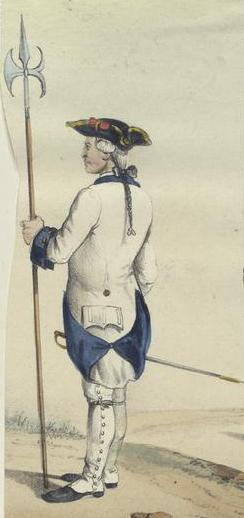
Sergent del Regiment Saboya el 1761. El Regiment de Saboya va participar en diferents expedicions al Virregnat de Nova Espanya el 1768 i 1813, al Virregnat de Nova Granada el 1770 i el seu segon batalló al Virregnat del Riu de la Plata el 1776.

Taula amb les forces colonials d'Amèrica de l'exèrcit borbònic d'Espanya a principis del segle xix (abans de la independència hispanoamericana):
| Província                                          | Regulars | Milícies | Total forces |
| -------------------------------------------------- | -------- | -------- | ------------ |
| Capitania General de Puerto Rico Florida espanyola | 1.500    | 2.400    | 3.900        |
| Capitania General de Cuba                          | 2.000    | 3.700    | 5.700        |
| Virregnat de Nova Espanya                          | 7.200    | 20.800   | 28.000       |
| Capitania General de Yucatán                       | 900      | 2.600    | 3.500        |
| Capitania General de Guatemala                     | 1.000    | 4.100    | 5.100        |
| Virregnat de Nova Granada                          | 2.000    | 9.000    | 11.000       |
| Província de Veneçuela                             | 1.500    | 9.000    | 10.500       |
| Virregnat del Perú                                 | 2.600    | 43.800   | 46.400       |
| Capitania General de Xile                          | 1.550    | 4.500    | 6.050        |
| Virregnat del Riu de la Plata                      | 3.000    | 17.000   | 20.000       |
| Capitania General de les Filipinas                 | 1.500    | 11.000   | 12.500       |
| Total de Mario Pereyra                             | 24.750   | 127.900  | 152.650      |
| Virregnat de Nova Espanya                          | 10.000   | 20.000   | 30.000       |
| Illa de Cuba                                       | 2.680    | 21.831   | 24.511       |
| Virregnat de Nova Granada                          | 3.600    | 8.400    | 12.000       |
| Capitania General de Veneçuela                     |          |          | 11.900       |
| Virregnat del Perú                                 | 12.000   | 49.000   | 61.000       |
| Total d'Alexander von Humboldt                     |          |          | 139.411      |
| Nova Espanya                                       | 9.500    | 24.000   | 33.500       |
| Guatemala                                          | 1.083    | 7.560    | 8.643        |
| Yucatán                                            |          |          | 2.000        |
| Cuba                                               |          |          | 1.560        |
| Florida                                            |          |          | 2.000        |
| Puerto Rico                                        |          |          | 4.400        |
| Veneçuela                                          |          |          | 9.000        |
| Nova Granada                                       |          |          | 11.000       |
| Perú                                               |          |          | 11.200       |
| Xile                                               |          |          | 3.550        |
| Riu de la Plata                                    |          |          | 21.000       |
| Filipines                                          |          |          | 12.000       |
| Total del Niles' Register                          |          |          | 129.053      |

### Components americans i europeus
Pel seu origen es pot classificar dues grans classes d'unitats dins l'exèrcit reialista, les unitats creades a Amèrica i les unitats creades a Espanya. Pel seu nombre, els americans van formar la immensa majoria del conjunt de l'exèrcit reialista, en paraules dels estudiosos, superant el noranta per cent de les tropes, però la seva proporció en comandaments superiors es reduïa, sent gairebé la totalitat dels virreis d'origen peninsular, exceptuant a Francisco Montalvo, virrei de Nova Granada i Pío Tristán, l'últim cap de govern del virregnat del Perú. La població d'espanyols peninsulars a les colònies americanes a finals del segle xviii era de cent cinquanta mil persones, xifra inferior a l'1% de la població total. No obstant això, ja des de la introducció de les reformes borbòniques, la proporció dels seus components europeus i americans no va variar i es va estabilitzar entorn del 80–85% d'americans als regiments veterans.

### Unitats creades a Amèrica

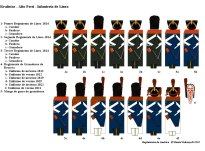
Infanteria reialista de l'Alt Perú amb uniformitat clàssica blau fosc, per a la jaqueta llarga hivernal o jaqueta curta

Les unitats creades a Amèrica es formaven per tropes originàries americanes, i el seu component social i ètnic era un reflex de la seva població local. Així per exemple, al Virregnat del Perú els oficials i sotsoficials de l'Exèrcit Reial del Perú parlaven la llengua quítxua o aimara per a dirigir a les tropes ameríndies, ja que la immensa majoria només parlava la seva llengua nativa pel qual els oficials havien de conèixer-la per a poder-los dirigir. Aquestes tropes del país es van mobilitzar per als seus respectius teatres de guerra locals i amb rares excepcions van partir fora dels seus llocs d'origen. D'aquesta forma, i també per als independentistes, les persones identificades amb les múltiples castes d'amerindis mestissos (cholos), o de negres mestissos (mulats o pardos), junt amb negres esclaus alliberats van ser el gruix de la tropa reialista depenent del predomini ètnic a la població. D'altra banda, per la seva mobilitat geogràfica i per la seva instrucció, les tropes americanes es podien dividir en unitats de milícies i unitats veteranes. Els batallons de milícies que per la seva millor rebien un nucli d'instructors veterans, a vegades europeus, passaven a anomenar-se milícies disciplinades.

### Unitats creades a Espanya

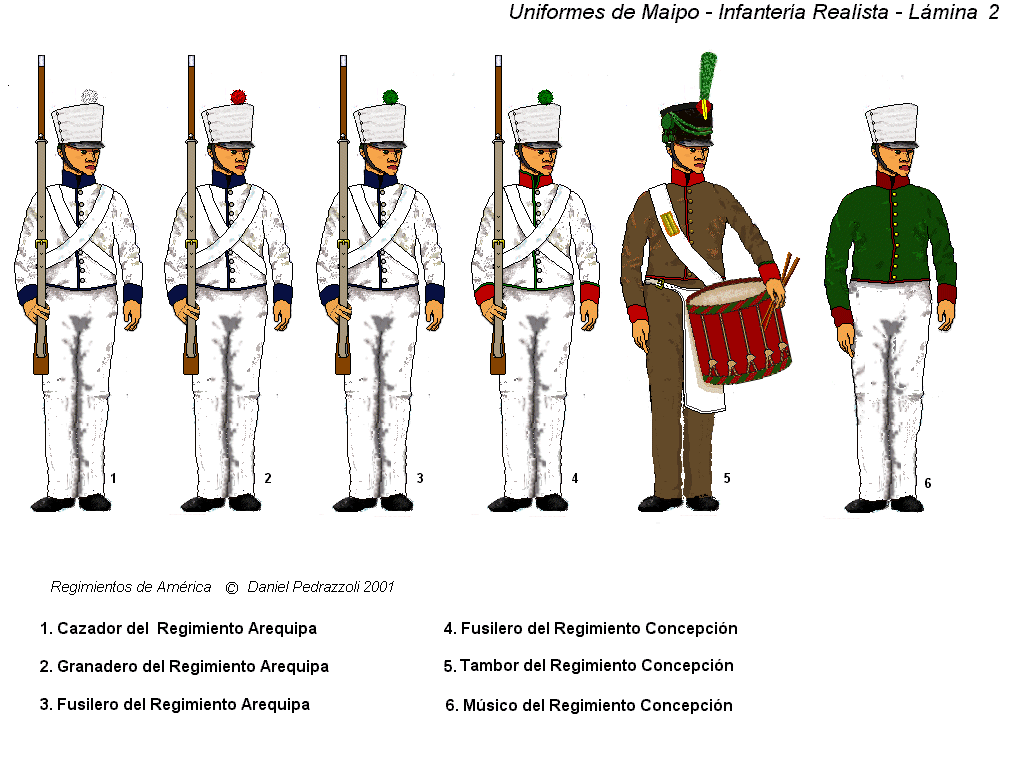
Infanteria de la batalla de Maipú amb uniformitat color bri (lli), repartida als expedicionaris europeus i americans, utilitzada als tròpics o climes desèrtics

La monarquia Espanyola tenia força experiència coordinant i finançant operacions militars per a mantenir el seu domini ultramarí amb altres potències colonials, hom o havien demostrat la Guerra dels Set Anys, la Guerra d'Independència dels Estats Units, la Guerra del Rosselló, la Guerra anglo-espanyola (1796-1802), la Guerra anglo-espanyola (1804-1809) i la Guerra de la Independència Espanyola. Diverses expedicions van ser enviades a pesar del caos polític i la ruïna econòmica de la guerra napoleònica. Amb aquesta finalitat es va organitzar la Comissió de Substitucions des de Cadis, una entitat gestionada pel comerç de la ciutat i l'estat i que entre el 1812 i 1820 va reunir més de tres-cents milions de reials i va aconseguir enviar un total de trenta expedicions per a sotmetre les revoltes americanes amb una suma de quaranta-set mil homes (la més gran i costosa va ser l'expedició del general Pablo Morillo el 1815). No obstant això, únicament trenta mil homes van arribar al continent per a lluitar i la resta van reforçar l'illa de Cuba o es van perdre. Al llarg de tota la guerra, més de nou mil homes van ser enviats a Mèxic, cinc expedicions amb sis mil efectius a donar suport al Perú, la regió sud-americana més ben conservada per a la causa reial, i altres cinc van anar a reforçar els ports de l'Havana i San Juan, principalment de les postes de l'Armada Espanyola a les illes del Carib i a l'encreuament de camins entre la metròpolis i les índies. no obstant això, l'actitud va canviar en els anys següents i a partir del 1817 els esforços de les autoritats se centrarien a preparar l'expedició encapçalada per Riego. Posteriorment, la 1820 les autoritats de Madrid es van dedicar principalment a conduir les esquadres i exèrcits reialistes americans que combatien a les Índies.
Al següent requadre es pot apreciar els enviaments de reforços peninsulars a les forces reialistes a Amèrica. Aquest reforç va ajudar els reialistes a recuperar la major part del territori entre 1815 i 1820. La seva disminució va ser clau per a la derrota monàrquica. També es pot apreciar els llocs que rebien la prioritat més gran en l'estratègia de Madrid.
| Any  | Places | Batallons | Destinació                                    |
| ---- | ------ | --------- | --------------------------------------------- |
| 1811 | 2.034  | 3         | Montevideo i l'Havana                         |
| 1812 | 5.944  | 8½        | Veracruz, Montevideo i l'Havana               |
| 1813 | 4.564  | 6         | Veracruz, Montevideo, Puerto Cabello i Callao |
| 1815 | 12.999 | 11        | Veneçuela, Panamá, Veracruz i Puerto Rico     |
| 1816 | 2.063  | 3         | Panamá, Callao, Puerto Rico i l'Havana        |
| 1817 | 4.839  | 6         | Veneçuela, Veracruz i Callao                  |
| 1818 | 1.600  | 2         | Callao                                        |
| 1819 | 2.200  | 2         | L'Havana                                      |
| 1824 | 2.400  | 2         | L'Havana                                      |
| 1825 | 1.400  | 1         | L'Havana                                      |

Les unitats creades a Espanya eren les anomenades expedicionàries, però des de la seva arribada al continent americà rebien un flux continu de tropes americanes que suplantaven les baixes europees, és a dir, a més temps d'arribada més americanitzada quedava la unitat expedicionària. Per exemple, una coneguda unitat expedicionària, el batalló de Burgos, després del trajecte naval des de la península Ibèrica va haver de completar les seves files a la seva arribada amb un terç d'americans sense ni tan sols haver entaulat cap combat. D'aquesta forma únicament un quart de l'exèrcit reial a la batalla de Maipú era europeu. A partir del 1817 no arribaria cap reforç europeu per als reialistes del Perú, i des de l'any 1820 per a cap lloc d'Amèrica. Durant la totalitat de la guerra un nombre d'entre quaranta i cinquanta mil espanyols europeus van desembarcar a Amèrica en diverses expedicions, i d'aquests no arribaven ni als trenta mil els soldats que van entrar en combat en territori continental americà. Una part important d'ells, entre quinze i vint mil van quedar-se protegint l'estratègica illa de Cuba. L'any 1820 el nombre d'espanyols peninsulars combatents a tota Amèrica no arribava a la xifra de deu mil homes. En aquell mateix any les unitats expedicionàries contaven, en general, amb una proporció d'un 50% d'europeus, i Pablo Morillo va afirmar que en aquesta data hi havia dos mil europeus sota el seu comandament. L'any 1824 únicament cinc-cents espanyols peninsulars formaven part de l'exèrcit reialista que va combatre a la batalla d'Ayacucho.
La característica que s'atribueix als soldats expedicionaris europeus és una teòrica major lleialtat que servís de cohesió per a les unitats regulars (expedicionàries i del país). Però per contra, aquesta tropa europea era més susceptible d'emmalaltir, i sense disciplinar eren més insubordinats que els americans. Això era extensible també als milers de mercenaris britànics i d'altres nacions europees contractats pels independentistes per als seus exèrcits.
Sobre el paper de les forces peninsulars en el teatre de la guerra a l'Alt Perú, a la campanya del 1817, el general reialista Andrés García Camba assenyalava:

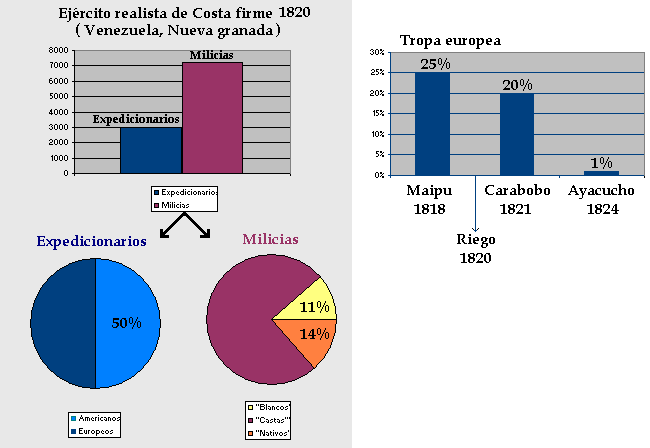
Evolució de l'estructura de l'exèrcit reialista.

| « | Els cossos peninsulars van ostentar en tots els desenllaços d'aquesta activíssima campanya, constant i decidit valor, més la falta de coneixements en aquesta classe de guerra plenament nova per a ells i el desavantatjós concepte que lleugerament havien format de l'enemic alguns dels seus membres, van ser la causa d'algunes temeritats tant sensibles com costoses. Les tropes del país (americanes) tenien alguns avantatges respecte les europees, per la pràctica que havien adquirit, per la menor impressió que els feia la freqüent variació de temperatures, i encara per la seva imponderable sobrietat. | » |

### Caps del moviment reialista
La procedència de l'oficialitat també era diversa. Els espanyols peninsulars ocupaven generalment els llocs de caps de govern, i també els llocs d'alt rang, sobretot els cossos expedicionaris arribats d'Espanya. Els oficials americans que s'incorporaven a Amèrica arribaven a un terç dels comandamente expedicionaris dels oficials ressenyats a les unitats expedicionàries, si bé la majoria, un 64% eé peninsular, la resta, un terç o 35% són americans, el que va facilitar la continuïtat d'aquestes formacions militars sobre la base de tropes americanes, però va implicar una pèrdua de la identitat ibèrica dels batallons expedicionaris.
L'oficialitat patriota estava formada en un 10% per l'exèrcit borbònic, igualment les Juntes d'Espanya van desplaçar també a la majoria de l'oficialitat borbònica. Els oficials de l'Exèrcit colonial era en un 60& americans i els que eren peninsulars feia més de trenta anys que residien a Amèrica. Així l'oficialitat peninsular combatent a Amèrica el 1820 estava formada en un 15% per homes de l'exèrcit borbònic i un 85% es tractava de gent que s'havia format a la guerra napoleònica.
La proporció de comandaments del país en les unitats americanes era major, ja fossin unitats veteranes o de milícies. Es calcula que la xifra d'oficials americans estava entorn d'uns dos terços als cossos veterans, i gairebé la totalitat de caps eren americans en els cossos de milícies. Tampoc faltaven americans al comandament d'exèrcits sencers, o d'un teatre de guerra, com a cada cas van obtenir Agustín de Iturbide o José Manuel de Goyeneche.

### Banderes, condecoracions i música

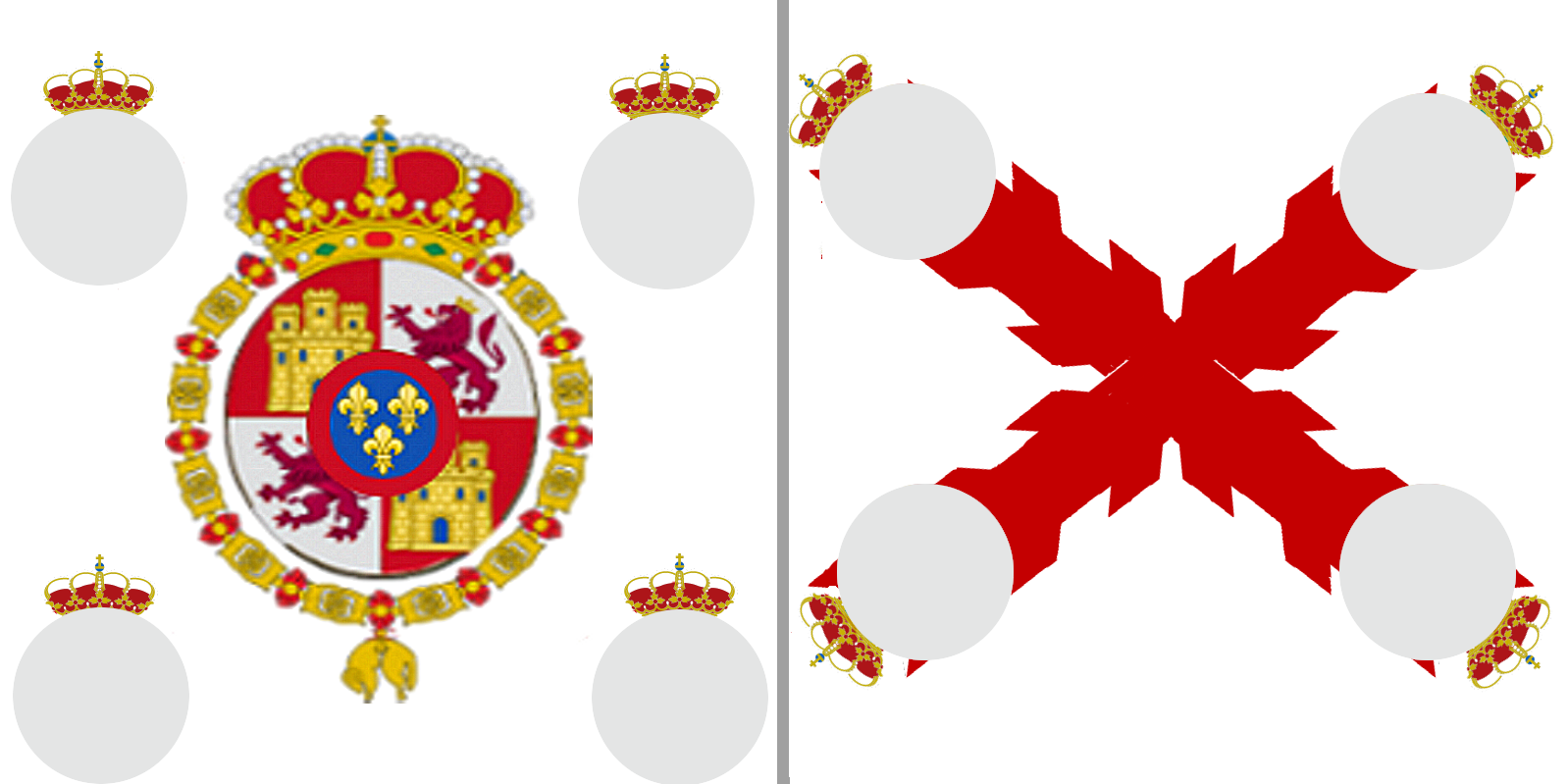
Estendard tipus de regiment i de batalló de la infanteria reialista. Lemes: «Per la Religió, la Pàtria i el Rei», «Visca Ferran VII».

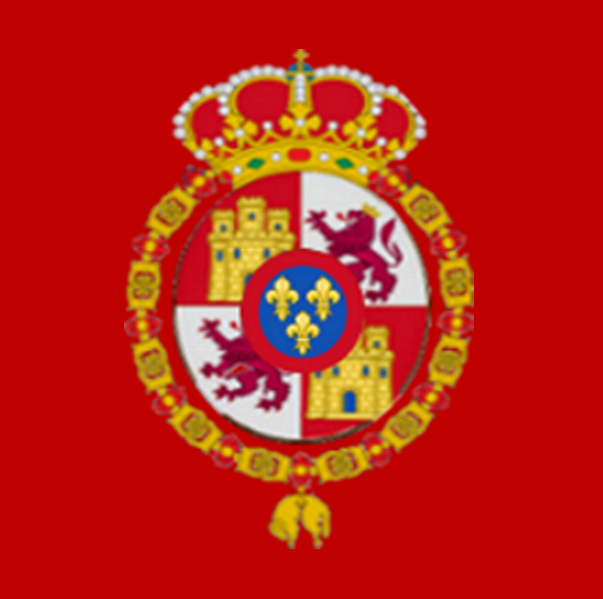
Estendard reial de la cavalleria reialista

Les banderes dels exèrcits de la Monarquia Espanyola, tant pels batallons d'infanteria com pels batallons lleugers, estaven representades per la bandera coronel·la, que mostrava l'estendard reial i se n'entregava una per a cada regiment, sent portada pel primer batalló, i per les banderes d'Ordenança o Batallona, que mostraven la Creu de Borgonya que portaven el segon i tercer batalló. Totes s'acompanyaven de quatre cornes amb quatre petits escuts de la ciutat d'origen de la unitat. A les banderes s'hi afegien adornaments i lemes. Els estendards de cavalleria mostraven l'escut reial sota un fons de carmesí.
Aquestes banderes van ser usades tant per unitats espanyoles com per unitats americanes. Per a conservar els símbols, quan per qualsevol raó els batallons s'ajuntaven en un únic batalló del regiment, les unitats peninsulars superposaven ambdues banderes una sobre l'altra, mentre que les unitats americanes les posaven també a la mateixa bandera però una en l'anvers i l'altra al revers.
A més dels lemes a les banderes, existien distintius com colors en cintes lligades al vestit o les armes, en vermell i negre que significaven No donar treva, moda importada de la guerra a la península Ibèrica contra Napoleó, o vermell i blanc que significaven la unió d'espanyols i americans. S'entregaven condecoracions i medalles als caps i tropes reialistes pels fets notables, tant en accions de l'exèrcit com de guerrilles o civils.
Els exèrcits reialistes, tant europeus com americans, veterans o milícies, tocaven la mateixa música de les reials ordenances, i no existien músiques particulars ni marxes especials, però les unitats expedicionàries també cantaven les cançons portades de la Guerra de la Independència Espanyola. Els cossos d'infanteria tenien places de pifre (instrument similar a una flauta travessera) i tambors. Als d'infanteria lleugera figuraven cornetes des del 1815 per la moda portada per les unitats de Pablo Morillo. Els de cavalleria portaven cornetes i tambors muntats, com els timbals.

### Equip i uniforme dels soldats reialistes

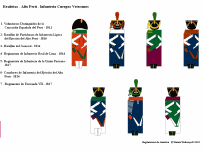
Cossos veterans. Alt Perú

Des de finals del segle xviii, la corona va intentar unificar els uniformes de l'exèrcit colonial d'Amèrica, però sempre amb variants locals. A pesar de tot, l'exèrcit virregnal a principis del segle xix tenia una vestimenta generalitzada. Des del 1795 l'estil amb uniforme de color blau era el majoritari. La diferenciació d'unitats era causada pel diferent color dels colls, mànigues, jaquetes, botons, brodats, etc.
Així per la Reial Ordre del 1796 les milícies (disciplinades i urbanes) es van uniformar manant que el de totes les milícies disciplinades Índies fossin casaca llarga blava amb la volta, solapa i coll encarnat, jupa (jaqueta curta) blava i calçons blancs, distingint-se els cossos d'infanteria dels de cavalleria i Dracs en què els primers portaven galons d'or al collarí i els segons de plata. I el de les milícies urbanes en els mateixos termes i amb les mateixes diferències per a la infanteria, cavalleria i dracs amb l'única distinció entre disciplinades i urbanes de no portar aquestes solapes.
Cap al 1810 totes les unitats de milícies portaven el reglament vigent a les guies de forasters de Madrid. L'estil anglès que es va reglamentar a Espanya l'any 1811 podria haver sigut adoptat per unitats expedicionàries enviades en auxili de Montevideo o de Costa Firme. Està documentat que el Talavera va arribar a Xile el 1813 amb els uniformes de l'any 1811. Des de l'any 1814 es va generalitzar l'ús de xacó per a totes les unitats, en substitució dels bicorns. Tot i que el blau va continuar sent el color majoritari, algunes unitats especials, sobretot en cavalleria usaven estils més moderns i coloristes.

Escarapel·la dels exèrcits reialistes.

Amb l'arribada de l'exèrcit expedicionari el 1815 va arribar l'estil d'uniformitat basat en la reglamentació espanyola del 1815 i que es va traslladar a la resta d'unitats per Reial Ordre del 1818. S'assenyala que únicament els granaders de regiments de línia van fer servir la característica gorra amb pell d'os. El 1816 i 1817 van aparèixer els uniformes de color bru (lli) per a les campanyes d'estiu a ultramar, modalitat no emprada per l'exèrcit espanyol i característic de la campanya de Maipú.
A partir de l'any 1818 i 1819, per culpa de l'esgotament i escassetat per la prolongació de la guerra van proliferar a l'exèrcit reial els vestuaris de gecs i jaquetes de color gris plom i marró sense solapes, molt més barats que les tenyides de blau. També es van retallar les faldes de les jaquetes i es va generalitzar la jaqueta curta. Algunes unitats com els voluntaris de Chiloé van portar uniforme verd de caçadors.
Des del 1821 les corts liberals van fixar reglaments amb la uniformitat blava, pantaló gris d'hivern i blanc d'estiu i les unitats lleugeres en verd fosc i pantaló gris. Això només es va aconseguir des de l'any 1823–1824 per culpa de les carències dels últims anys finals de la guerra.
El distintiu espanyol i reialista més utilitzat era l'escarapel·la vermella, les que lluïen els soldats al xacó o al bicorn. A l'exèrcit el repunt de subjecció de l'escarapel·la vermella anava a joc amb el color dels botons de la casaca de la unitat militar en qüestió. A part dels repunts de l'escarapel·la podien ser blanques o grogues. Les cintes de l'exèrcit espanyol de l'època també eren vermelles.

### Armament, tàctica i sanitat
Les magnituds dels anomenats exèrcits regulars enfrontats a les guerres hispanoamericanes no superaven les agrupacions militars d'entitat de Divisió de les guerres Napoleòniques durant la Guerra de la Independència espanyola. L'estratègia estava fortament influenciada per la lleialtat i geografia de les províncies americanes. I l'operativitat de les unitats depenia segons la concepció de lluitar una guerra regular o irregular.
Durant les batalles, la tàctica de les formacions regulars venia determinada per les armes blanques i les limitacions de les armes de foc napoleòniques (principalment mosquets) que podien ser de muntatge local o producció importada. La infanteria usava les clàssiques formacions d'ordre tancat, una crida en línia o batalla, formada per dues o tres línies de fusellers que descarregaven simultàniament per escalons, o les molt instruïdes per seccions de cadascuna de les tres línies, tot i que totes finalment acabaven amb una càrrega de baionetes. L'altra formació tancada, en quadre, es feia servir únicament com a mesura defensiva urgent davant les càrregues de cavalleria. La formació en ordre obert, anomenat guerrilla, no es refereix als guerrillers sinó a la formació de combat d'unitats d'elit com saltadors', tiradors o caçadors que es desplegaven per a disparar a discreció, especialment en terrenys boscosos o de muntanya.
La cavalleria tenia la missió fonamental de xoc o persecució i el seu ús en l'exploració era menys sistemàtic. L'artilleria de l'època, de tir directe, era ineficaç a la selva o en terrenys muntanyosos. Finalment, en aquestes grans concentracions humanes, les baixes per malalties i falta d'aliments, especialment durant els assetjaments, eren una preocupació constant en els comandaments.

### Guerrilles reialistes
Primer cal distingir entre les guarnicions atrinxerades a les fortaleses (de vegades amb una quantitat considerable de població a dins) i les províncies on la major part de la població era reialista. A la primera categoria hi entren Montevideo, Valdivia, Cumaná, Cartagena de Indias (1820–1821) o Callao. A la segona hi ha Coro, Chiloé, La Frontera, Pasto, Guajira, i Huanta.
Les guerrilles van ser agrupacions organitzades de forma permanent per a la guerra irregular. Al contrari les montoneres es reunien espontàniament i després del final de la revolta abandonaven la lluita. Respecte de les guerrilles, primer estan les que es componien d'habitants autòctons de la zona on actuaven. Molt nombroses i formades principalment per camperols indígenes les poblacions dels quals estaven integrades dins dels territoris dels virregnats, com els pastors de Nova Granada, o que estaven a la perifèria imperial, com els casos de La Frontera (Xile) o els guajiros a La Guajira. En segon lloc, hi havien algunes formacions guerrilleres l'origen de les quals eren agrupacions militars reialistes vençudes que es dispersaven.
Totes les guerrilles monàrquiques es van ubicar a Amèrica del sud. No van sorgir on l'exèrcit regular es va imposar al territori, com a Amèrica del Nord; a causa del caràcter social de la revolució d'Hidalgo i Morelos, la insurgència mexicana era reprimida per les tropes de línia reialistes. Tampoc es van formar a l'Alt Perú, Jujuy o Salta, on els regulars monàrquics combatien a les guerrilles separatistes. El mateix va passar a on es va perdre el control al principi del procés d'emancipació, com Córdova, Buenos Aires, Paraguai i la Banda Oriental.
A la regió de San Juan de Pasto i Patía, després de la capitulació de la guarnició de línia del coronel Basilio García l'octubre del 1822, es va sotmetre a l'aristocràcia criolla, però el fidelisme a la monarquia va portar als camperols indígenes locals a aixecar-se en armes un parell de vegades entre aquell any i el 1824 sota el lideratge d'Agustín Agualongo, Benito Remigio Boves i Estanislao Merchan Cano. En les xifres de l'època, els revolucionaris s'estimaven en quatre mil combatents, però probablement no passèssin de la meitat. El seu valor estratègic radicava en el fet que era pas obligat al camí per terra de Bogotà a Quito. Les últimes guerrilles van desaparèixer el 1826.
A la costa del carib, entre La Guajira i la Ciénaga Grande de Santa Marta, després de sotmetre a la població a finals del 1820, van néixer petites partides que van estar actives fins al novembre de l'any següent. El moviment es va reactivar l'octubre del 1822, després de l'arribada de les tropes de Morales a la veïna Maracibo. El comandaven indígenes com Jacinto Bustamante i Miguel Gòmez, o l'espanyol Francisco Labarcés. El gener del 1823 va arribar fins al seu zenit, quan van aconseguir apoderar-se de Santa Marta. Tot i que alguns parlaven de tres mil o quatre mil indis combatent en partides disperses per tota la regió, probablement no van ser més de cinc-centes. Els habitants de la regió mai van mobilitzar més de dos mil combatents en les seves milícies i la majoria van morir als anys previs de guerra. La resposta colombiana va ser ràpida i al març ja havien estat derrotats.
Al Perú les partides irregulars d'Ica, Huamanga i Huancavelica van néixer amb el replegament de l'exèrcit de José de La Serna al seu bastió del Cuzco. Dos anys després, el 1823, les victòries monàrquiques van donar tant de prestigi a les seves armes que se'ls van sumar habitants de Tarma, Huancavelica, Acobamba, Palcamayo, Chupaca, Sicaya i altres ciutats i viles de la serra central. El virrei va intervenir en l'organització de les seves milícies, servint com a contraguerrilles contra els seus parells patriotes informants de moviments enemics i cobrint les baixes per la llargada de la guerra. Després de la Capitulació d'Ayacucho, va esclatar la Revolta d'Iquicha, que va afectar la partida d'Huanta, a la Intendència d'Huanta, entre el 1825 i el 1828. El seu fracàs en prendre grans centres urbans i va impedir passar d'una revolta camperol regional. Encara que alguns eleven les seves forces a quatre mil comuners i quatre-cents soldats, probablement fossin entre dos mil i tres mil indis. El seu principal líder era Antonio Huachaca, veterà de la submissió de Cuzco i que havia arribat a ser brigadier. Al final del període d'anarquia política peruana del 1823 al 1827, va permetre a l'Estat concentrar-se en sufocar la insurrecció definitivament.
A Veneçuela, després de la proclamació de la independència, es van revoltar les guerrilles a Siquisique sota el comandament de Juan de los Reyes Vargas, el 1812. Aquests van sumar més de mil indis caquetís i mestissos. La seva guerrilla va donar suport a la campanya de Monteverde. Reyes Vargas es va convertir en el cabdill indiscutit de la regió centre-oest del país i es va dedicar a decapitar als rebels de la zona als voltants de Barquisimeto i amb el suport del governador de Província de Coro, el brigadier José Ceballos. El 1820 Reyes Vargas va canviar al bàndol patriota. Reduïts per la fam, la pesta i la guerra, els caquetís no van participar en la guerra després del 1821 i després de la guerra van desaparèixer com a poble. Després de la seva derrota a Carabobo, els monàrquics supervivents es van refugiar a Port Cabello i liderats pel mariscal Morales van continuar la lluita. La majoria no eren soldats espanyols de l'expedició de Morillo, sinó milicians locals. Al capitular a Maracaibo, l'agost del 1823, Morales comptava amb més de tres mil combatents. Després de la caiguda de Puerto Cabello el novembre, les guerrilles van continuar actives a les Valls del Tuy, Aragua i Tamanaco sota el comandament dels sanginuaris coronels José Dionisio Cisneros, Juan Celestino Centeno i Doroteo Herrera. Diaris espanyols de l'època maximitaven el nombre de seguidors, parlant de dos mil blancs i dos mil bruns, però en realitat eren moltíssims menys. Entre el 1827 i el 1829, el coronel José Arizábalo va portar reforços per a preparar una base de suport en cas d'arribar una expedició a Veneçuela, que per aquella època estava al límit d'una guerra civil entre centralistes de Bolívar, federalistes d'Antonio Páez i remanents monàrquics. Cisneros va continuar combatent a pesar de la captura i deportació d'Arizávalo i la capitulació d'Herrera i Centeno l'agost del 1829. Al final es va rendir davant de Páez el novembre del 1831.
A la regió de los Llanos, des del 1812 van sorgir petites partides sota el comandament d'Eusebio Antoñanzas i Antonio Zuazola que van contribuir a la caiguda de la Primera República de Veneçuela. Després de la Campanya Admirable van tornar a sorgir amb major virulència a Apure i Barinas sota el comandament de José Antonio Yáñez i Sebastián de la Calzada, mobilitzant fins a tres mil genets. Però el moviment més important va néixer als voltants de Calabozo; una guerrilla que va convertir-se en un exèrcit semiregular dirigit per José Tomás Boves i Francisco Tomás Morales, que es va apoderar de la conca de l'Orinoco i va acabar amb la Segona República de Veneçuela amb una mica d'ajuda d'altres reialistes Veneçolans i abans de l'arribada de l'expedició de Morillo. La seva horda sumava entre tres i cinc mil homes d'infanteria i quatre i cinc mil genets. Segons alguns autors, aquestes hosts no eren exèrcits pròpiament reialistes, sinó grups de milicians que defensaven la seva autonomia i interessos al comandament d'un cabdill sempre predisposats a canviar de cap. Quan Morillo els va desmobilitzar van considerar que la seva autonomia i possibilitat de saquejar es reduïen i molts van canviar de bàndol, fet decisiu per al curs de la confrontació.
A Chiloé no es van presentar guerrilles, però la major part de la població va ser fidelment reialista i capaç de fer front al govern revolucionari de Santiago amb escassos recursos. El governador, el brigadier Antonio de Quintanilla, va resistir amb èxit gràcies a la condició insular de la seva província fins al 1826, dedicant-se a fortificar l'illa i a enviar reforços al Perú i a La Frontera, així com corsaris pel Pacífic Sud. Fonts vuitcentistes parlen de cinc mil combatents sota el seu comandament, tres mil dels quals eren milicians locals. Estimacions més actuals minimitzen a només dos mil o dos mil vuit-cents combatents (mil tres-cents regulars espanyols i entre mil tres-cents i mil cinc-cents milicians criolls). Finalment, va ser una expedició sota el comandament del director suprem Ramón Freire, cosa que va suposar la seva derrota final.
A La Frontera (Xile) el comandant en cap Vicente Benavides, els coronels Juan Manuel Picó i Miguel de Senosiaín, el sacerdot Juan Antonio Ferrebú i els caps Vicente Bocardo, José María Zapata i els Germans Pincheira van fundar poderoses guerrilles amb aliances amb les tribus Wenteches, Pehuenches i Vorogas en el que s'anomenaria Guerra a Mort. En el moment de major força, el 1820 dominaven tot el camp de la Intendència de Concepción. Les partides van ser unificades per Benavides fins a formar un exèrcit semi-regular de mil vuit-cents regulars, més de tres mil milicians i almenys dos mil indis aliats. El 1824 quasi tots estaven morts, i Senosiaín i Bocardo es van rendir. Poc després es van sotmetre als cacics indígenes Juan Francisco Mariluán i Juan Mangin Hueno i va morir Martín Toriano (pehuenche); Els vorogues (indígenes) havien fugit l'any anterior a la Pampa. El 1825 es parlava de deu mil guerrillers, molts d'ells aportats pels araucans. Durant un parlament a Concepción l'octubre del 1811, molts dels cacics maputxes es van comprometre a defensar les autoritats monàrquiques arribant a oferir fins a sis mil llances si era necessari. Aquell any els caps i soldats reialistes que havien sobreviscut, que es trobaven refugiats junt amb els araucans, havien deixat de ser considerats tropes que lluitaven per la causa del rei per ser titllats de bandolers armats.

## Extinció del moviment i capitulació de les forces

### La gran Expedició d'Ultramar
La desarticulació dels reialistes pot datar-se a l'1 de gener del 1820 amb la revolta d'entre catorze mil i vint-i-dos mil espanyols reclutats per a formar l'anomenada Gran Expedició o Gran Expedició d'Ultramar, que es feu a Las Cabezas de San Juan contra el rei Ferran VII. Tenia l'objectiu anunciat de prendre Montevideo i seguidament sotmetre a la ciutat de Buenos Aires. A partir de llavors es van succeir fets a Amèrica i Espanya que van desmuntar el moviment reialista des de les seves pròpies files a partir del mateix any.
Prèviament, durant anys s'havia pensat en una ofensiva contra Buenos Aires, el nucli rebel més apartat de la reconquesta o pacificació. Durant el 1814 es va proposar enviar l'Expedició Pacificadora de Pablo Morillo, malgrat això, la Caiguda de Montevideo (única plaça forta dels reialistes al Riu de la Plata) i l'estat d'alarma pels avenços de la revolució de Colòmbia i Veneçuela van justificar el destí de l'expedició cap a Costa Firme amb la finalitat de prendre la fortalesa de Cartagena d'Índies. Els èxits de les tropes reialistes a la batalla de Rancagua a Xile i contra les Expedicions auxiliadores de l'Alt Perú van fer creure en la possibilitat que els independentistes argentins poguesin ser derrotats.
El govern espanyol estava planificant una gran expedició des de mitjans del 1816. El rei havia encarregat l'organització al ministre de marina José Vázquez Figueroa. La independència de Xile després de la batalla de Maipú va ficar en greu perill el virregnat peruà i Ferran VII va ordenar reunir-se amb el seu consell privat per a prendre mesures. Un dels seus membres, Joaquín Gómez de Liaño va exposar la idea d'enviar almenys setze mil homes a Argentina. No obstant això, la falta de recursos i l'acció de diversos grups d'influència va retardar l'enviament. Un altre factor polític negatiu va ser la Invasió portuguesa-brasilera de la Banda Oriental. Com a mesures immediates es va donar prioritat a l'enviament de reforços a l'Havana i Nova Espanya i naus de guerra a Lima, l'Havana, Veracruz i Veneçuela. A tot això s'hi ha de sumar el factor econòmic i que la importància del Riu de la Plata per a Espanya en comparació amb el Perú o Nova Espanya era bastant secundària. Els comerciants van exercir molta pressió perquè es prioritzés directament el reforç del més antic dels virregnats.
El 1817 van ser destinades al Perú i Xile únicament unitats de reforç que van partir l'any següent en vaixells de la polèmica flota comprada a Rússia. Els reforços arribats amb aquest medi precari, amb vaixells fent aigües on una part d'aquests van tornar a Cadis i altres es van enfonsar, van motivar la revolta de la tropa en el trajecte, passant-se al bàndol contrari i proporcionant informació per a la Captura de l'Expedició de Cadis. A més, la derrota de Mariano Osorio a la batalla de Maipú va fer adonar-se al govern que no pes podria produir la reconquesta del Riu de la Plata amb les tropes del virregnat peruà i que la costa del Pacífic fins a Mèxic estava desguarnida. Després del Congrés d'Aquisgrà, Espanya va veure clarament que no només no tindria ajuda de la resta de potències europees per mantenir el seu imperi, sinó que aquestes estaven més interessades a veure'l col·lapsar.
La Gran Expedició que mai va arribar a sortir de Cadis, havia estat organitzada per l'antic virrei de Nova Espanya, el senyor Félix María Calleja del Rey (llavors capità general d'Andalusia). Amb el propòsit contrari d'inclinar el conflicte a favor d'Espanya, la Gran Expedició havia d'estar comandada pel Comte de la Bisbal (que va ser empresonat pels revoltats), i havia d'estar formada per una flota improvisada amb les restes de l'armada destruïda el 1805 i per les restes dels vaixells comprats per la camarilla del rei a l'Imperi Rus sense el consentiment de l'Armada Espanyola. Aquests vaixells en arribar a Espanya van ser catalogats d'antics, ineficients i amb males condicions sanitàries per a la navegació. Els factors claus en el fracàs de l'expedició van ser la falta de compromís dels liberals en la reconquesta dels territoris d'ultramar i l'activitat dels agents enviats pel govern argentí. Destaquen en aquest punt les accions de Tomás Antonio Lezica i Andrés Arguibel que treballaven des de Cadis el 1818, i l'àmplia informació que arribava a Buenos Aires. De fet, quan el govern central del Riu de la Plata es va assabentar de l'arribada de l'expedició a finals del 1818, va intentar negociar la pau amb el federal José Gervasio Artigas, va demanar auxili a José de San Martín i va reclutar mil cinc-cents homes a Córdoba com a reforços.
La tropa de l'expedició sumava més de vint mil homes, inclosos catorze esquadrons de cavalleria, sis mil mariners, i trenta-cinc vaixells de guerra. El pla expedicionari era desembarcar a prop de Montevideo i apoderar-se de la ciutat, amb l'esperança que encara no fos un punt de fort suport a la causa reialista (a pesar que els presoners fets pels independentistes després de la caiguda van ser traslladats a altres zones del virregnat). Contarien així amb una base estable al Riu de la Plata des d'on iniciar operacions i aconseguir el suport dels reialistes locals. Posteriorment, una tropa es dirigiria contra Buenos Aires. Un cop pacificat el Riu de la Plata, la Gran Expedició avançaria cap a Xile per després auxiliar al Perú que es trobava assetjat al nord per Bolívar i al sud per San Martin. L'amenaça de l'arribada d'aquesta tropa reialista havia sigut un dels motius del fet que San Martín desembarqués al Perú el setembre del 1820 i no durant el 1819 a pesar d'haver tingut els mitjans per a fer-ho.

### Trienni Liberal
A Espanya va aparèixer la revolta de Rafael de Riego i de l'exèrcit que va conduir a Espanya a l'anomenat Trienni Liberal. La revolta va tenir el suport de grups tan diferents com les lògies maçòniques, els liberals gaditans del 1812, radicals extrems (exaltats), afrancesats exiliats, antics col·laboradors del règim francès del 1808-1812. La insígnia era el restabliment de la Constitució de Cadis del 1812. El rei, sense suport militar va haver de renunciar al seu absolutisme despòtic i quedar sota el poder de l'antiga constitució i de les corts liberals. El nou govern espanyol constitucional no va aconseguir arribar a un acord de pau, però va interrompre unilateralment les operacions militars en suport dels reialistes a Amèrica, generant l'abatiment i desafecció dels que quedaven lleials a Espanya. L'absència de l'expedició i de nous reforços en un moment tan decisius va garantir la independència d'Amèrica. José de la Serna va preveure la caiguda del virregnat del Perú.
Així a Nova Granada i Veneçuela, el desembre del 1820 es va concedir el retorn a Espanya de l'experimentat militar liberal Pablo Morillo, sol·licitat en setze ocasions anteriors, abandonant el comandament de l'exèrcit expedicionari de Costa Firme. També es va poder preveure la descomposició de les forces de l'exèrcit a Costa Firme per les nòmines de la secretaria reial de l'estat major i per la llista de desertors. Al marge del cos expedicionari, que va continuar sent el més operatiu i cohesionat, i que duplicava el seu nombre amb tropes americanes com abans, es distingeix que hi va haver una deserció massiva de tropes del país des de principis del 1821, per consegüent es van dissoldre sense combatre els batallons americans al complet que obertament van llençar les armes: Clarines, Barinas, La Reina i Cumaná.
| Unitats americanes. Composició de l'exèrcit expedicionari de Costa Firme, febrer del 1821 | Infanteria | Cavalleria | Total |
| ----------------------------------------------------------------------------------------- | ---------- | ---------- | ----- |
| Blancs del país                                                                           | 633        | 210        | 843   |
| Castes (mestissos i bruns)                                                                | 3.169      | 2.209      | 5.378 |
| Indis Nadius                                                                              | 935        | 45         | 980   |

El problema era més accentuat en els Criolls d'origen europeu: Només durant aquell mes d'abril del 1821 van abandonar les armes dos-cents trenta soldats, i a les llistes de desertors d'aquelles dates amb nom i cognoms i unitat a la qual pertanyien, de mil sis-cents americans només en van quedar sis. L'abandonament del combat va arribar als seus màxims durant el desplegament d'unitats al camp de la Batalla de Carabobo i així la cavalleria de milícies americanes que agrupava mil tres-cents setanta-dos Planers al regiment anomenat Llancers del rei, va desertar completament abans d'entrar en combat. La resistència espanyola a Veneçuela va acabar a la fortalesa de Puerto Cabello, el novembre del 1823. La desarticulació de l'exèrcit reialista des de finals del 1820 no va afectar solament a les unitats combatents de Nova Granada i Veneçuela. En tots els fronts de lluita es produïen successos similars.
La desarticulació dels reialistes no es pot imputar a una única causa, però a Nova Espanya destacaven les que van ser originades per l'Abandonament novohispà de les files reialistes, ja que com que es tractava d'un territori pacificat gairebé completament, va ser el més dràstic i notable. Les lluites d'absolutistes i liberals que polaritzaven Espanya, també van dividir a Amèrica als defensors de la monarquia espanyola. Els militars espanyols, en la seva majoria partidaris de la monarquia constitucional van ser abandonats al seu torn pels cabdills criolls, els quals renunciaven a la defensa de la monarquia espanyola per la seva oposició al Trienni Liberal. D'aquesta forma els criolls reialistes de Nova Espanya a pesar d'haver reduït als insurgents, van decidir atreure els insurgents i negociar amb ells el 1821 amb la independència de l'Imperi Mexicà amb el Pla d'Iguala i el pacte trigarà. La inestabilitat del govern virregnal de Nova Espanya va donar lloc que l'oficialitat i les tropes europees s'embarquessin a Veracruz quedant-se només al bastió de San Juan de Ulúa.
La situació d'Espanya va donar una altra volta més l'any 1823, quan els partidaris espanyols de l'absolutisme van recórrer a les potències europees triomfadores de Napoleó, l'anomenada Santa Aliança i van obtenir l'auxili d'un exèrcit de cent trenta-dos mil homes francesos per a envair Espanya i reprimir el Trienni Liberal, suprimir la Constitució de Cadis i restaurar a Ferran VII al govern absolut d'Espanya. El 1r d'octubre del 1823, Ferran VII ja reinstaurat al govern va decretar l'abolició de tot el que s'hagués aprovat durant el Trienni Liberal; També s'incloïen els nomenaments de camps militars que comandaven els exèrcits a Amèrica i va desencadenar una onada d'insubordinació i noves insurreccions, que com la de Pedro Antonio Olañeta van obstaculitzar i dividir els últims defensors de la monarquia espanyola.
Rafael del Riego, cabdill dels revoltats de Cadis va morir penjat el 7 de novembre del 1823, i els impulsors del moviment liberal van ser jutjats, marginats o exiliats d'Espanya. L'exèrcit de la Santa Aliança va quedar-se ocupant Espanya diversos anys més fins al 1830 en l'anomenada Dècada Ominosa per a sostenir la Monarquia absoluta de Ferran VII que va reprimir als cabdills liberals com Juan Martín Díez. Definitivament, ja no es va formar cap expedició a Espanya i el col·lapse a Amèrica ja va ser irreversible. Els caps reialistes sobrevivents i els seus exèrcits relegats pel desgovern d'Espanya i fracturats ells mateixos per les discòrdies de liberals i absolutistes van capitular finalment després de la batalla d'Ayacucho, tot i que encara es van sostenir contra tot pronòstic a l'arxipèlag de Chiloé i la Fortalesa del Real Felipe d'El Callao, fins a finalitzar la seva resistència al gener de l'any 1826 quedant sota sobirania d'Espanya només les illes de Cuba i Puerto Rico a Amèrica.

## Operacions navals i últims reductes
Les flotes d'aquella època estaven compostes de:
- Vaixells majors o de tres pals que com els navilis tenien dues o tres bateries de canyons als seus costats, les fragates amb una o dues bateries i fins a seixanta canyols, i les corbetes de menys de setze canyons.
- Vaixells menors o de dos pals, com els bergantins o les goletes i pailebots, amb menys de vuit canyons.
- A això s'hi sumaven les embarcacions més petites, costeres i fluvials, anomenades balandres, falutxos, fletxeres i bongos d'un sol canyó.

L'any 1800 la flota espanyola estava formada per més de cinquanta navilis més uns altres cinquanta vaixells entre fragates i embarcacions menors. A més la major part de la flota espanyola havia sobreviscut sense danys a la batalla de Trafalgar on només set dels vaixells enfonsats eren espanyols, però la invasió d'Espanya per Napoleó Bonaparte va dur a la paralització completa de les drassanes espanyoles de tota l'activitat de reparació i construcció naval, i en conseqüència els més de quaranta navilis i fragates de la flota als ports espanyols es van malmetre per falta de manteniment.
L'antiga respectable flota espanyola al moment del final de la Guerra d'independència espanyola l'any 1814, únicament restaven cinc navilis i deu fragates en condicions. El 1818 inclosa una controvertida compra feta a Rússia, es disposava d'un navili i deu fragates, de les quals quatre estaven fora de servei. Cap a l'any 1822 el nombre de fragates s'havia reduït ja a vuit.

### La defensa de les illes de Cuba i Puerto Rico
Després de la pèrdua de la Fortalesa de San Juan de Ulúa a Veracruz des de l'any 1825 van ser reforçades les dotacions i la flota de Cuba, que sota el comandament d'Ángel Laborde van sostenir una campanya naval favorable contra els corsaris al servei de Mèxic i Colòmbia, i que va contribuir a frenar els intents d'envair l'illa. Laborde va aconseguir desarmar les naus al servei de Mèxic a la batalla de Mariel per a posteriorment donar suport naval a l'última temptativa de reconquesta de Nova Espanya per l'expedició de Barradas.

### Expedició de Barradas
Isidro Barradas va intentar la reconquesta de Nova Espanya el 1829 sota unes falses expectatives de suport popular a Ferran VII. Per a fer-ho va muntar al port cubà de l'Havana una expedició de tres mil cinc-cents vuitanta-sis homes que, amb el suport d'una flota organitzada per Ángel Laborde va ser transportada fins a les costes mexicanes, van desembarcar a Cabo Rojo i es va dirigir a Tampico creuant el riu Panuco. No van aconseguir suport popular i després d'atrinxerar-se a Tampico, assetjats per l'exèrcit Mexicà, van resisitr onze assalts a baioneta al combat del Fortí de La Barra. Barradas va negociar la retirada de la seva expedició i va capitular l'11 de setembre del 1829. Van reembarcar quaranta-set dies després de la seva arribada a Mèxic.

## Final de la Guerra
Després de donar suport a la restauració a Espanya del govern absolutista de Ferran VII el 1823, a través de la intervenció francesa al comandament de Lluís Antoni de França, els govern d'Anglaterra i França van reflectir també el mateix any 1823, al Memoràndum Polignac, el seu acord de no intervenir a Amèrica en ajuda del rei espanyol. El govern espanyol, no obstant això, va transmetre als ministres d'exteriors la seva decisió de mantenir la guerra perquè El rei no acceptarà mai reconèixer els nous estats de l'Amèrica Espanyola i no deixarà d'utilitzar la força de les armes contra els seus súbdits rebels d'aquella part del món.
El 1828 es va produir l'última revolta reialista a Amèrica, protagonitzada pel brigadier Francisco Javier de Aguilera, que va ocupar la ciutat de Vallegrande, avui Departament de Santa Cruz declarant-se General en Cap de l'Exèrcit Reial i restaurant la monarquia durant uns dies. Va ser vençut al cap de poc temps pel prefecte de Santa Cruz, el coronel Anselmo Rivas, qui després de rebre la notícia de la insurrecció va marxar cap a Vallegrande amb tot el seu batalló de dos-cents vint-i-dos homes.
L'expedició de Barradas del 1829, va ser l'últim esforç militar d'Espanya en territori continental contra la independència hispanoamericana. El 1830, Ferran VII de Borbó va perdre tota la possibilitat d'ajuda de part de l'absolutisme francès amb la Caiguda del Govern Borbònic a França i l'ascens al tron francès del constitucional Lluís Felip I de França. Es va donar l'ordre a l'armada espanyola de defensar únicament el comerç de Puerto Rico i Cuba. Finalment, tots els plans espanyols de reconquesta van cessar amb la mort del monarca Ferran VI el 29 de setembre del 1833, moment en què es va posar punt final a Espanya a tota operació militar contra la independència dels estats hispanoamericans.
Més enllà de la capitulació dels exèrcits regulars, els guerrillers reialistes, propis de cada país, encara van continuar combatent durant alguns anys més.